# Iitate
Iitate (飯舘村, Iitate-mura), parfois orthographié Iidate, est un village japonais situé dans le district de Sōma (préfecture de Fukushima), au Japon. Établi dans une région boisée, c'est un village d'agriculteurs.

## Géographie
Le village d'Iitate est situé dans la partie nord-est de la préfecture de Fukushima, à moins de 20 km au sud-est de la ville de Fukushima, le chef-lieu de la préfecture. Il se trouve à moins de 10 km au sud de la préfecture de Miyagi voisine et à moins de 20 km de l'océan Pacifique, à l'est.
Le village comprend, dans sa partie nord-est, le lac Hayama, un lac de barrage dont les eaux alimentent le fleuve Mino qui se jette dans l'océan Pacifique, plus à l'est, à Minamisōma.

### Municipalités voisines
| Date     | Sōma             | Sōma       |
| Kawamata | Iitate           | Minamisōma |
| Kawamata | Kawamata / Namie | Namie      |

### Démographie
Au 1er mars 2011, la population s'élevait à 6 132 habitants répartis sur une superficie de 230,13 km2.
Le 11 avril 2011, à la suite de la catastrophe de Fukushima, le village est évacué de ses habitants sur décision des autorités japonaises.

## Histoire
Le village d'Iitate est fondé le 30 septembre 1956, par la fusion des villages d'Iiso et Ōtate dans le district de Sōma. Le nom du nouveau village est une forme contractée de l'association des deux noms des villages fusionnés : Iiso + Ōtate = Iitate.

### Accident nucléaire de Fukushima

#### Chronologie

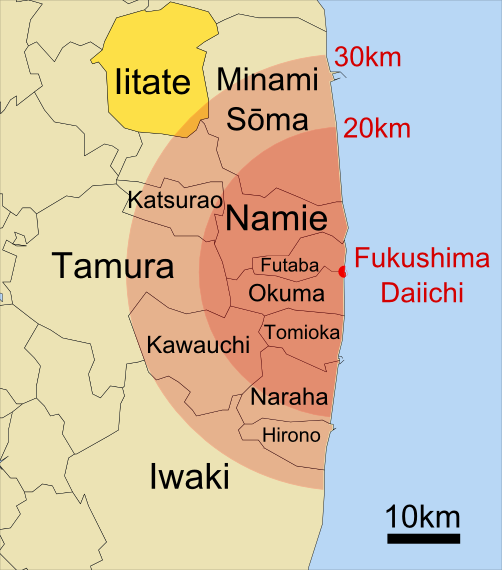
Situation d'Iitate par rapport à la centrale de Fukushima Daiichi et aux zones d'exclusion.

Le village d'Iitate est situé à 39 km au nord-ouest de la centrale nucléaire de Fukushima Daiichi.
Le 11 mars 2011, le village d'Iitate est affecté par l'accident nucléaire de Fukushima. En quelques heures, le 15 mars, la radioactivité ambiante passe à une valeur 360 fois plus élevée que la normale.
Le 21 mars, le ministère japonais de la Santé, du Travail et des Affaires Sociales annonce que l'eau du robinet est contaminée et recommande de ne plus la boire sauf en cas de nécessité absolue. Pour pallier cette situation, de l'eau potable en grande quantité est ensuite être livrée à la commune.
Le 27 mars, Greenpeace, s'étant rendu sur les lieux, demande l'évacuation du village. Le 30 mars, c'est le tour de l'AIEA, qui déclare qu'elle a mesuré un niveau de radiations deux fois supérieur au seuil justifiant une évacuation,. L'Agence japonaise de sûreté nucléaire refuse, arguant que la radioactivité constatée ne met pas en danger les habitants.
Le 4 avril, un groupe d'experts japonais remet les résultats d'une campagne de mesure de la contamination et de la radioactivité ambiante : l'évacuation des femmes et enfants, ainsi que de tous les habitants des zones les plus contaminées du bourg est demandée.
Les habitants sont désormais privés de ressources par l'interdiction à la vente de leurs produits agricoles et attendent que l'on statue sur leur sort. Le 8 avril, la municipalité décide d'évacuer les femmes enceintes et les enfants en bas âge.
Au lendemain des élections locales du 10 avril, le gouvernement annonce l'évacuation sous un mois de plusieurs emplacements particulièrement contaminés, parmi lesquels Iitate.
Si Greenpeace salue cette décision, elle ne fait pas l'unanimité parmi les habitants du village dont beaucoup se demandent s'ils pourront jamais revenir,. Le lendemain de l'annonce de l'évacuation par le gouvernement, le doyen d'Iitate, âgé de 102 ans, préfère se suicider plutôt que de quitter le village.
Les mesures d'évacuation sont assouplies à partir du 17 juillet 2012.

#### Pourquoi Iitate?

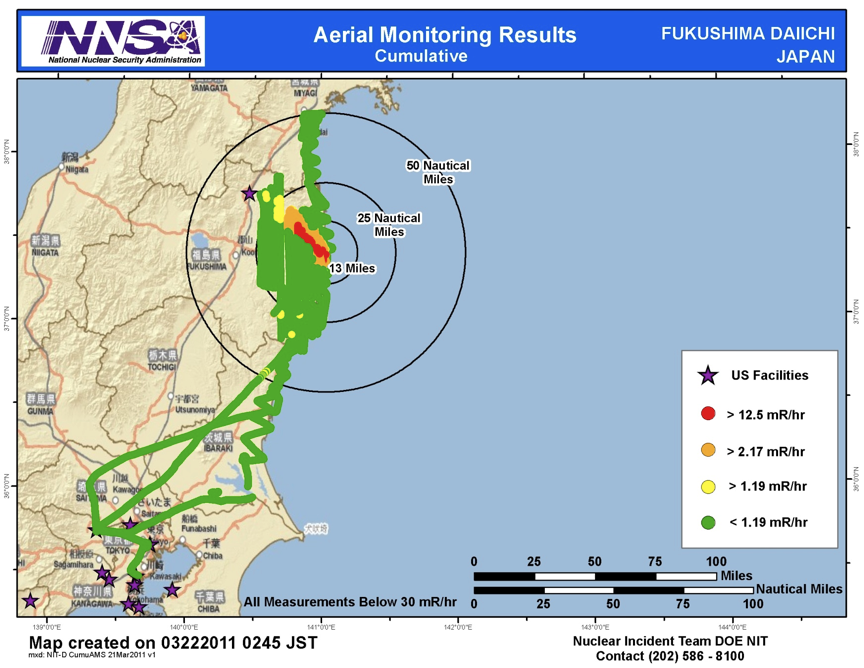
Résultats de mesures aérienne de radioactivité par le DoE.

Même si la situation d'Iitate a été très médiatisée, ce n'est pas un cas isolé. C'est en fait tout un couloir d'orientation nord-ouest, s'étendant sur environ 45 km à partir de la centrale nucléaire de Fukushima Daiichi avec un maximum à environ 30 km, qui a été affecté,. Cette zone est visible en jaune, orange et rouge sur la figure reproduite ici. Ainsi, parmi les communes dont l'évacuation a été décidée le 11 avril, on trouve notamment trois autres localités situés dans ce couloir nord-ouest, soit Katsurao, Kawamata et Namie.
Une étude demandée par la municipalité d'Iitate a par ailleurs conclu que cette trainée de contamination orientée nord-ouest était due à l'accident survenu sur le réacteur no 2 le 15 mars à 6 h 10 (heure du Japon). Par ailleurs, la possibilité d'axes de contamination orientés sud-ouest et nord-ouest avait apparemment été prévue par les autorités japonaises dès le 16 mars mais ces résultats n'ont été révélés au public que bien plus tard.

## Culture

### Lieux remarquables
Le village d'Iitate est membre de l'association Les Plus Beaux Villages du Japon depuis 2010.

## Symboles municipaux
La fleur symbole du village d'Iitate est le lys doré du Japon, son arbre symbole le pin rouge du Japon et son oiseau symbole la bouscarle chanteuse.
Sa bannière est composée d'un cercle extérieur représentant l'ensemble des villageois, d'un demi-cercle intérieur figurant la terre du village et d'un triangle barré central symbolisant la forêt. Elle exprime la volonté des villageois d'Iitate de vivre en paix dans leur village dont le développement est assuré par d'abondantes ressources forestières.